# Jüdische Friedhöfe in Karlsruhe
In Karlsruhe gab und gibt es mehrere jüdische Friedhöfe:

## Erster Friedhof
Der erste Friedhof in der Stadt Karlsruhe wurde 1723 am jetzigen Mendelssohnplatz angelegt, 1756 und 1794 erweitert und 1821 geschlossen.
1898 wurde er enteignet, um Platz für die Verbreiterung der Kriegsstraße zu schaffen. Die Reste wurden auf den jetzigen alten Friedhof überführt.

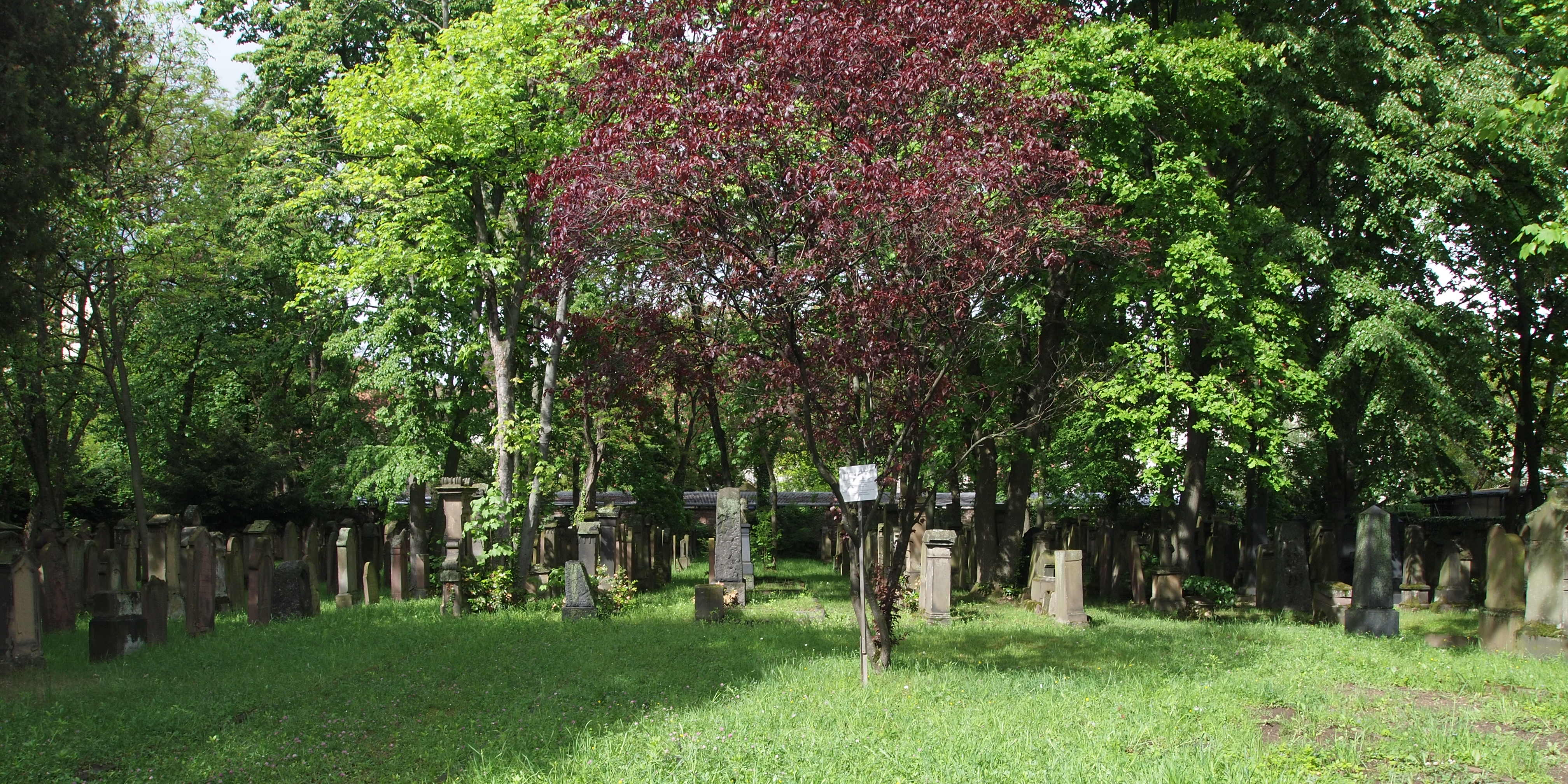
Alter Friedhof, 2012

## Alter Friedhof
1823 wurde ein Friedhof an der östlichen Kriegsstraße angelegt. Seine Mauer grenzt an die des damaligen städtischen Friedhofes. 1896 wurde er geschlossen.
1898 wurden die Verstorbenen vom eingeebneten ersten Friedhof hierher verbracht, ihre Grabmale an der Friedhofsmauer aufgestellt. Nur wenige Gräber wurden einzeln umgebettet, darunter das von Nathanael Weil. Bis in die 1930er Jahre gab es noch einzelne Beisetzungen in Familiengräbern.
Das Taharahaus wurde nach dem Zweiten Weltkrieg abgerissen.
Der Friedhof ist nicht öffentlich zugänglich. Er steht in Sachgesamtheit unter Denkmalschutz.

## Orthodoxer Friedhof
1872 richtete die orthodoxe Israelitische Religionsgesellschaft beim gerade angelegten Hauptfriedhof Karlsruhe einen eigenen Friedhof ein.

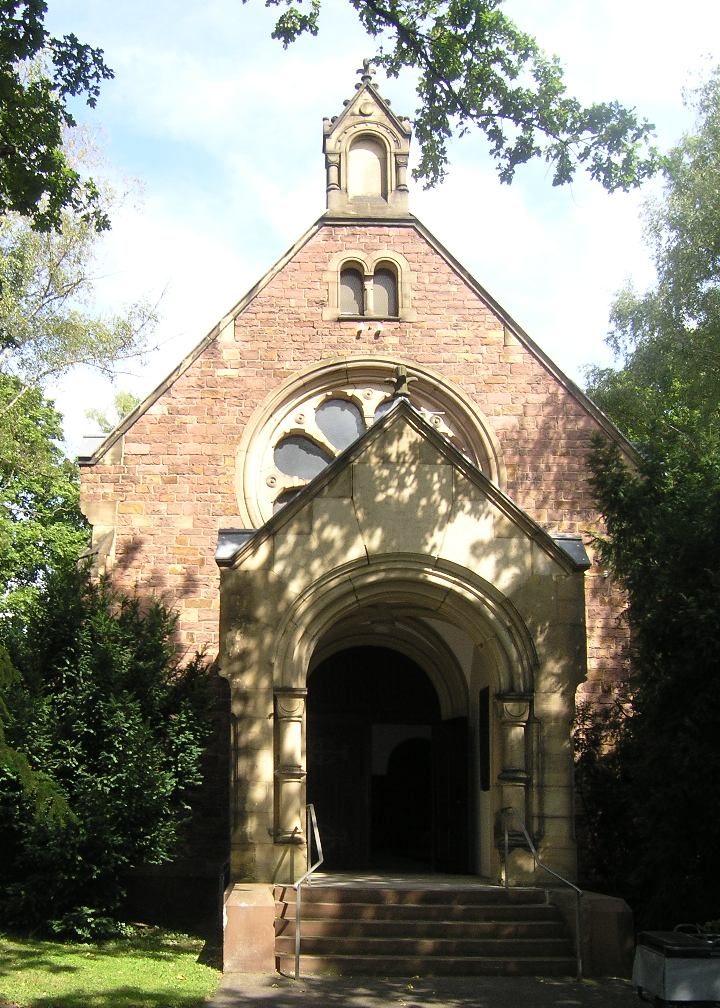
Friedhofsgebäude mit Versammlungshalle

## Allgemeiner Friedhof
1897 fand neben dem orthodoxen der neue allgemeine Friedhof der jüdischen Gemeinde seinen Platz.
Am Friedhofsgebäude befindet sich eine Gedenktafel für im Ersten Weltkrieg gefallene, daneben ein Gedenkstein für im Holocaust ermordete Karlsruher Juden.

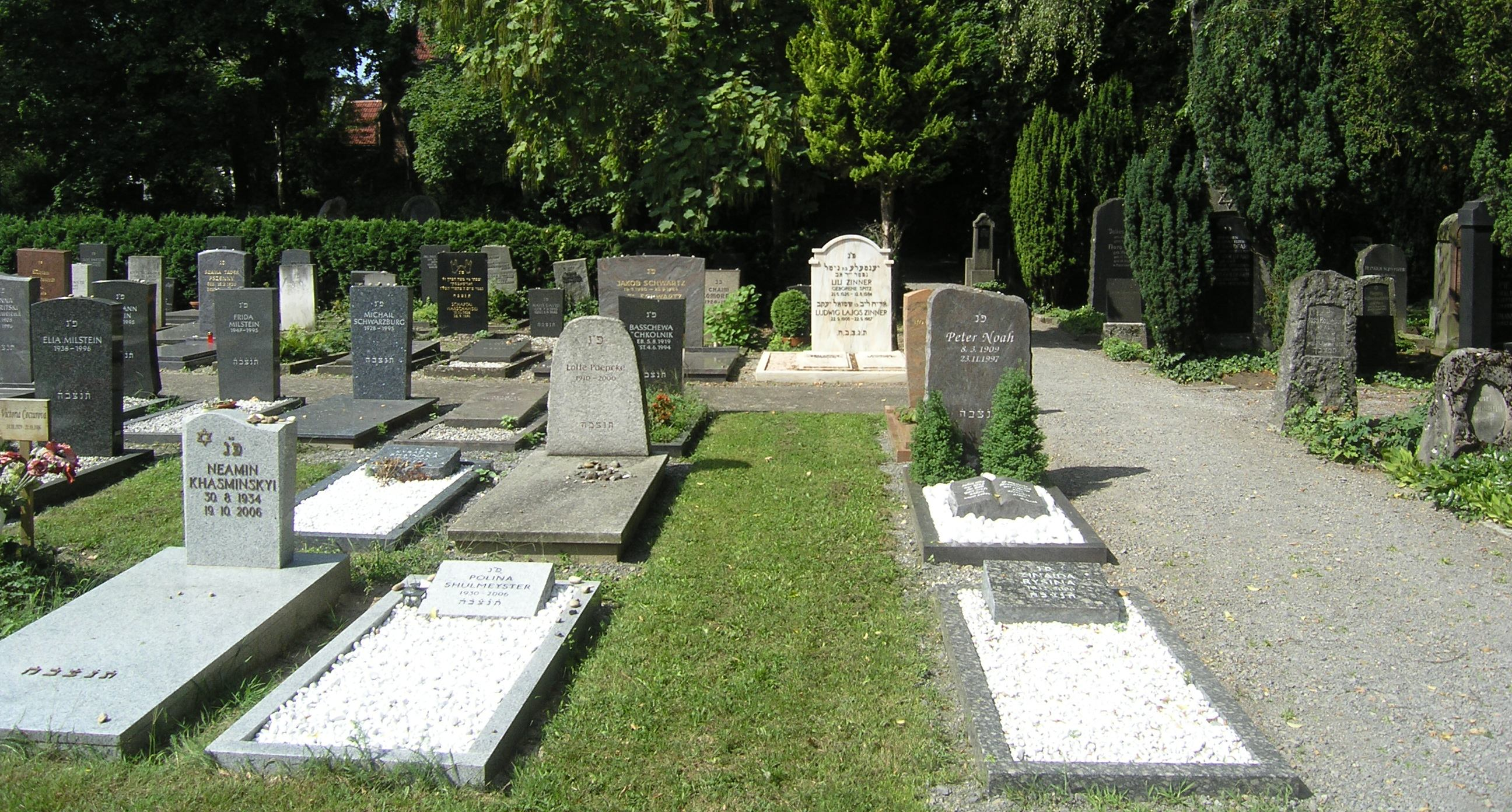
Neuere Gräber
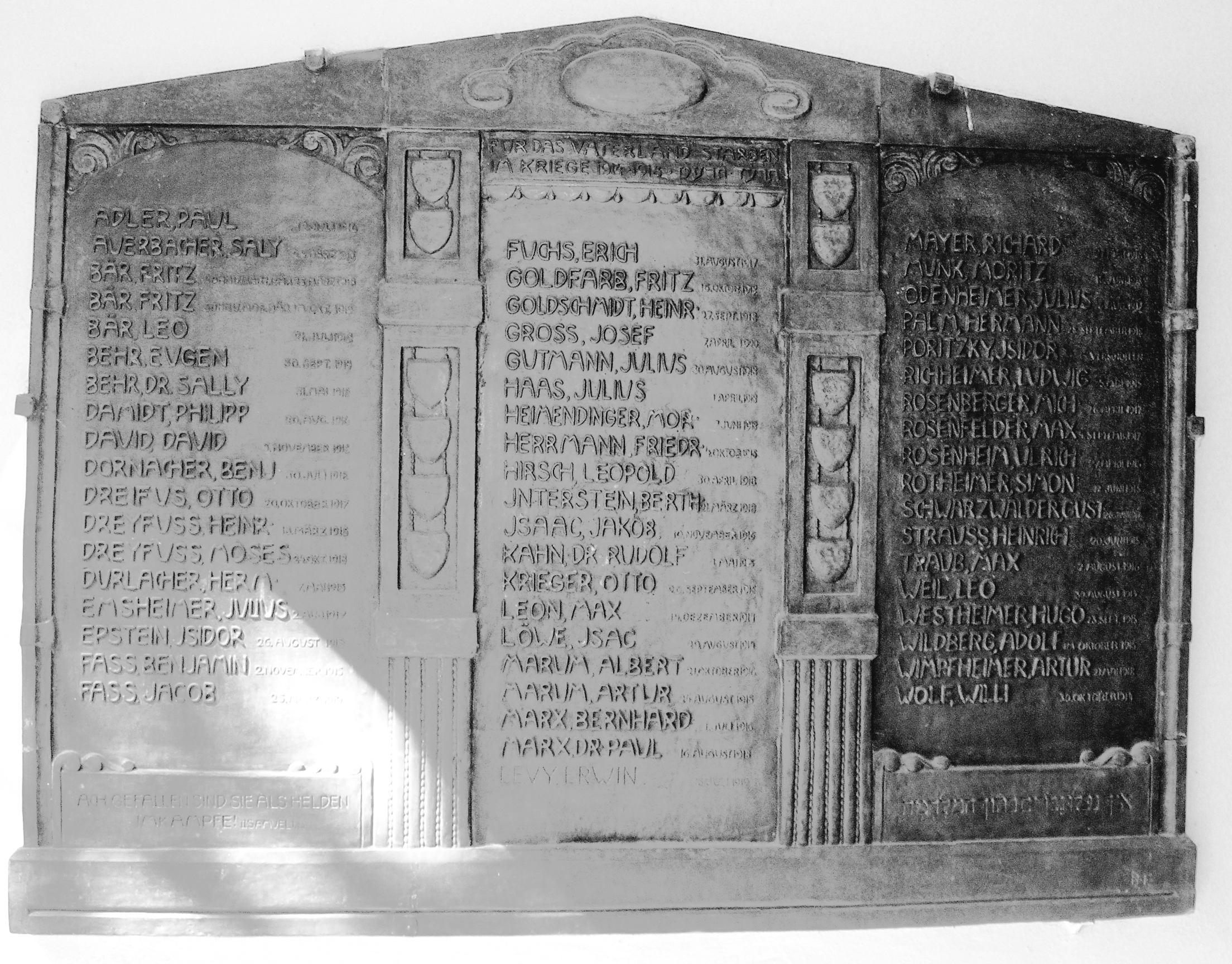
Gedenktafel für die Gefallenen des Ersten Weltkriegs
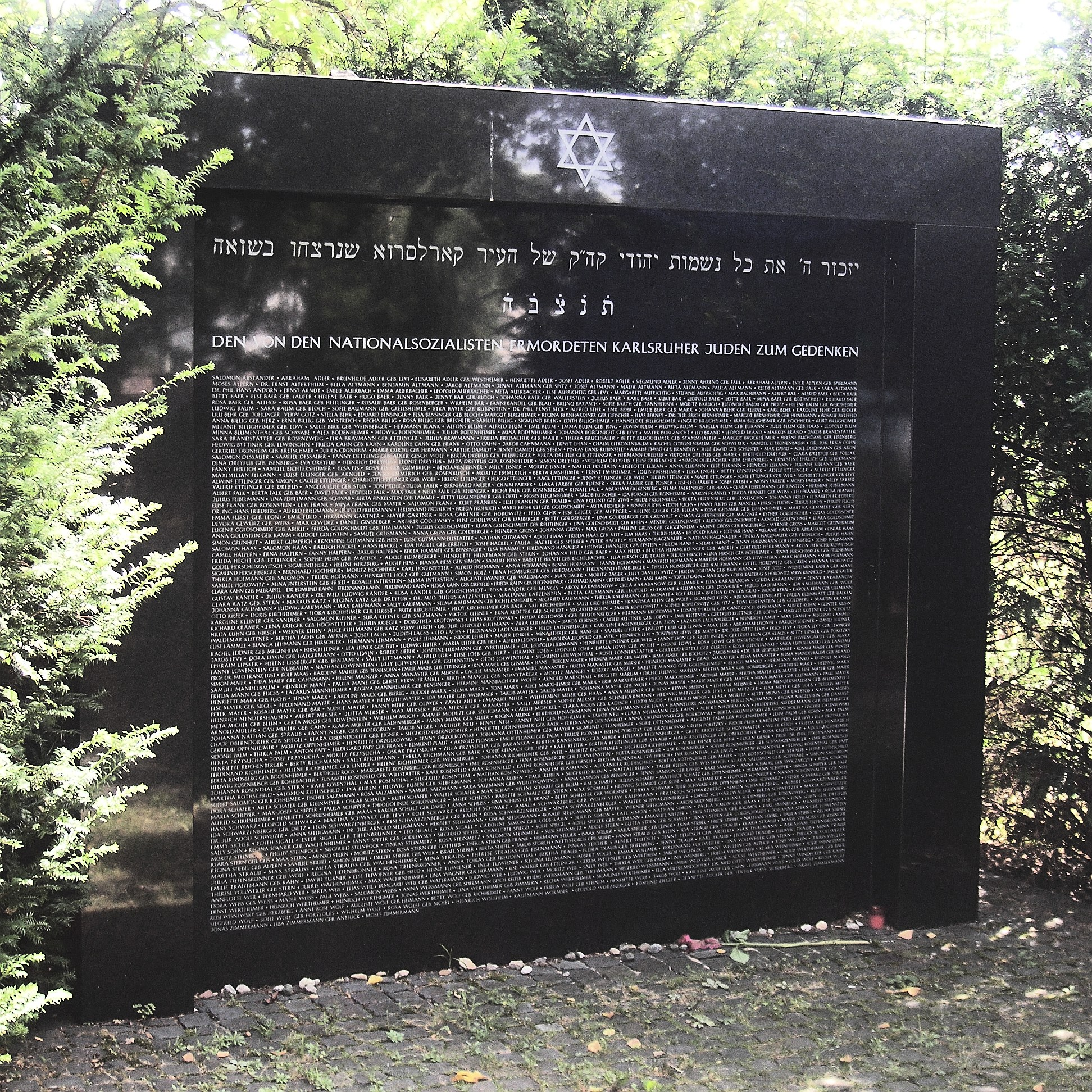
Gedenktafel Shoa
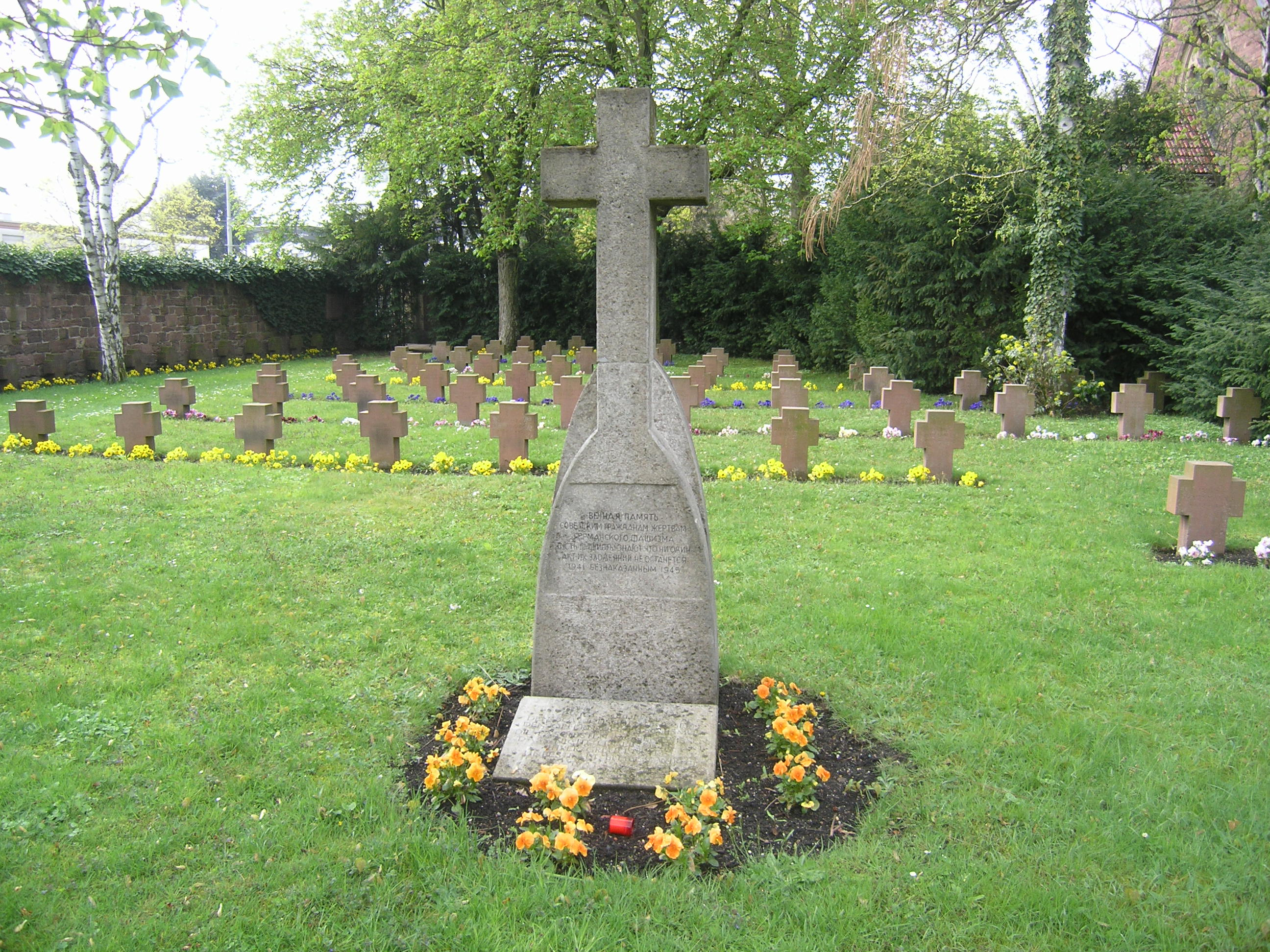
Sowjetische Kriegsgräber

Auf dem Gelände des Friedhofs ist auch ein Gräberfeld für sowjetische Kriegsgefangene.

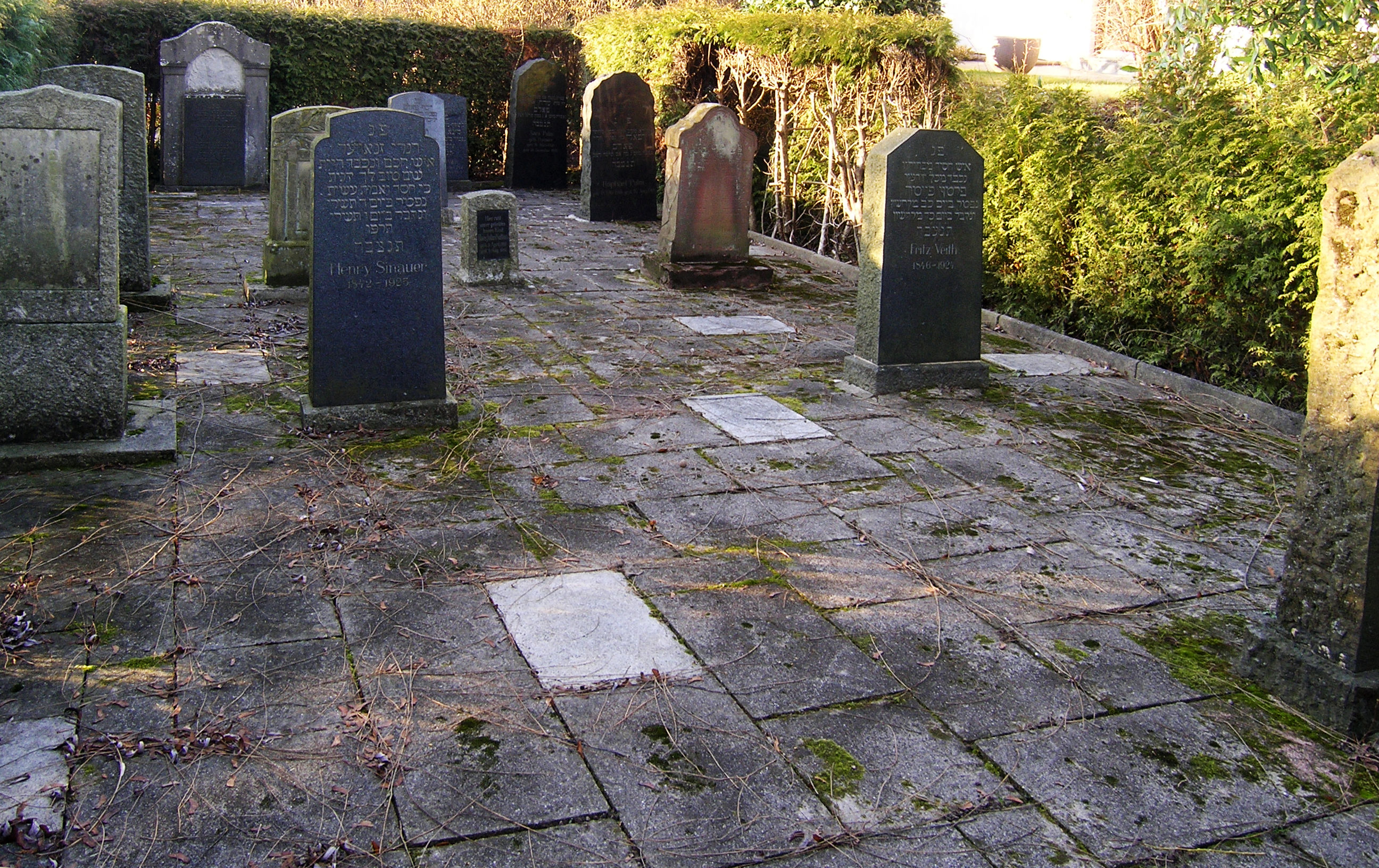
Jüdischer Friedhof Grötzingen

## Grötzingen
Der kleine Friedhof in Grötzingen wurde nur im ersten Drittel des 20. Jahrhunderts belegt. Er ist ganz mit Steinplatten ausgelegt und weist 13 Grabsteine auf. Er steht unter Denkmalschutz.

Gräber bekannter Persönlichkeiten
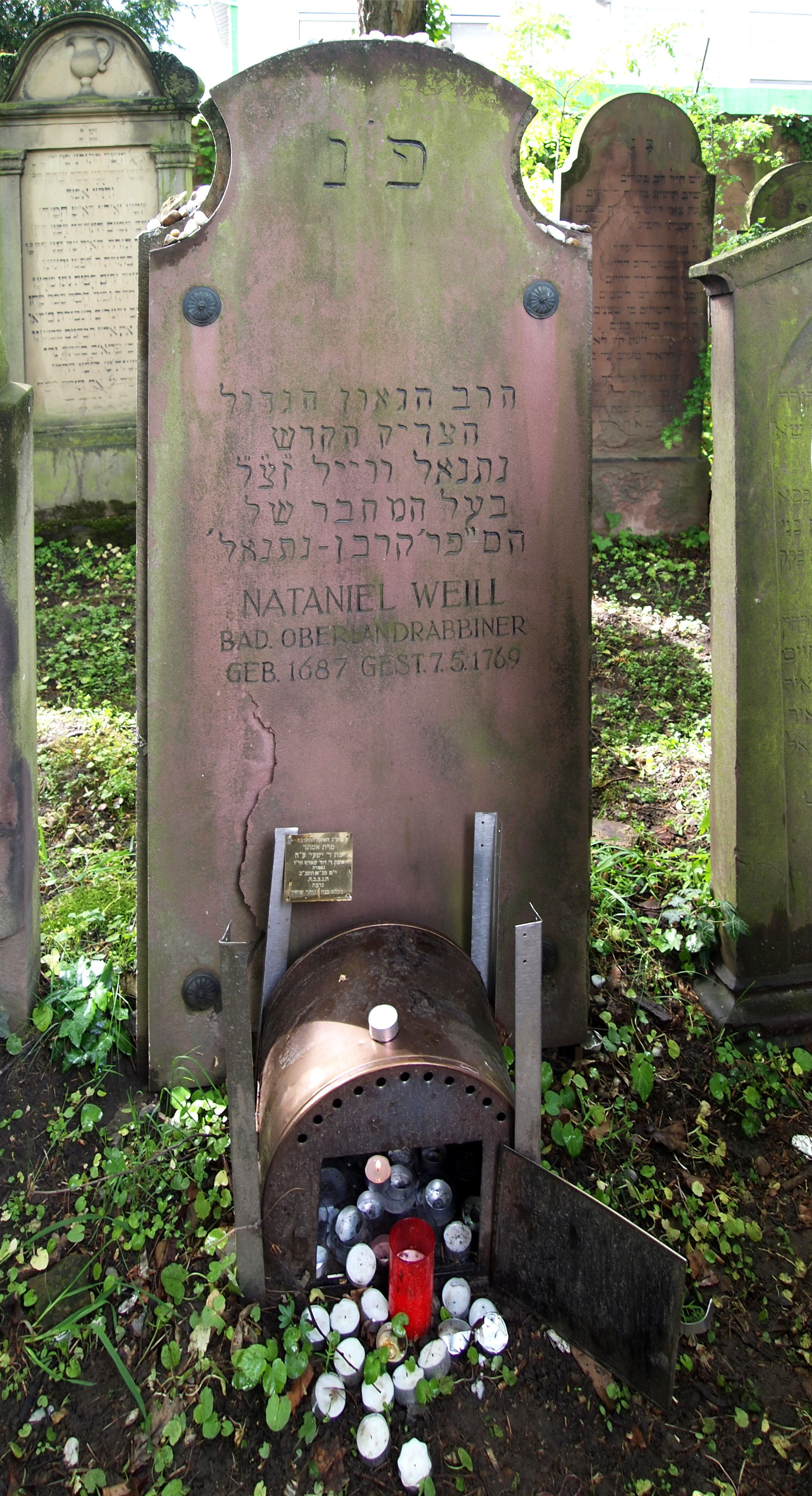
Oberlandrabbiner und Talmudist Nathanael Weil auf dem alten Friedhof
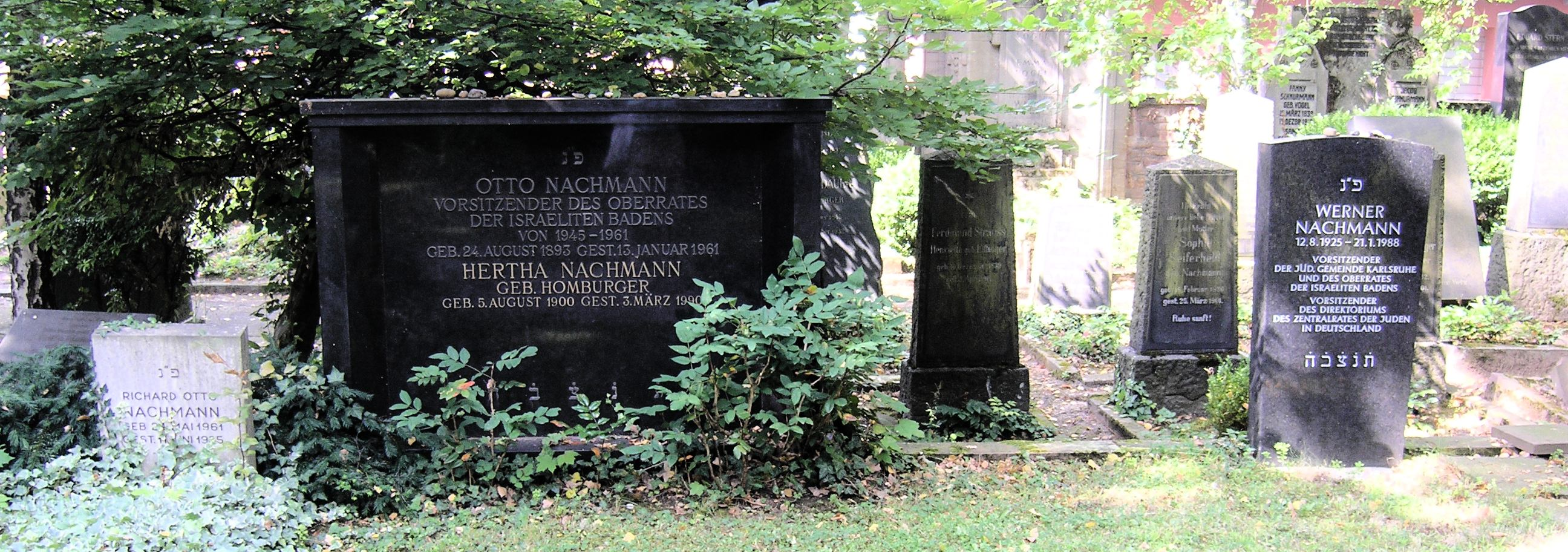
Otto Nachmann, Werner Nachmann auf dem allgemeinen Friedhof